# پروین قائم‌مقامی
پروین قائم‌مقامی (زاده ۹ آبان ۱۳۳۵ در اراک) بازیگر سینما و تلویزیون اهل ایران است.
او مادر بهاره رهنما بازیگر سینما و تلویزیون است.

## آثار

### سینمائی
- دایره زنگی (۱۳۸۶)
- زندگی شیرین (۱۳۸۷)
- شرط اول (۱۳۸۸)
- دیو و دلبر (۱۳۸۹)
- شرف خانواده فاضل (۱۳۹۴)

### مجموعه تلویزیونی
- درحاشیه ۲ (۱۳۹۴)
- در حاشیه (۱۳۹۳)
- سیر و سرکه (۱۳۹۰)
- ساختمان پزشکان (۱۳۹۰-۱۳۸۹)
- مسافران (۱۳۸۸)
- مرد دوهزارچهره (۱۳۸۷)
- مرد هزارچهره (۱۳۸۶)
- خانه اجاره‌ای (۱۳۸۵)
- ساخت ایران (۱۳۹۰)